# Openbaar vervoer in New York (stad)
Het openbaar vervoer in de stad New York bestaat uit verschillende spoorwegnetwerken, veerdiensten en een uitgebreid busnetwerk. De meerderheid van deze verbindingen wordt geëxploiteerd door de Metropolitan Transportation Authority.

## New York City Subway
De Metro van New York (New York City Subway) is met een netlengte van 368 kilometer een van de grootste metronetwerken ter wereld en bedient vier van de vijf "boroughs" van de stad New York. Het netwerk wordt geëxploiteerd door MTA New York City Transit, onderdeel van de Metropolitan Transportation Authority (MTA).

## PATH
Hoewel New Yorkers de PATH (Port Authority Trans-Hudson) niet als onderdeel van hun subway system beschouwen maar als een forenzenspoorweg, kan deze spoorweg als een metronetwerk worden gezien. PATH onderhoudt verbindingen onder de rivier de Hudson met New Jersey. De lijnen worden geëxploiteerd door de Port Authority of New York and New Jersey.
Terwijl de reguliere metro binnen de stadsgrenzen van New York blijft, verbindt PATH de stad met Newark, Jersey City, en Hoboken aan de andere kant van de rivier de Hudson. Vanuit deze steden worden door twee tunnels onder de Hudson verschillende diensten naar New York aangeboden. Een van deze lijnen eindigt onder het voormalige World Trade Center. Deze lijn werd op '9/11' verwoest, maar werd later heropend. Nu eindigt deze in een tijdelijk station bij Ground Zero. Dit wordt op termijn vervangen door een nieuw station naar ontwerp van Santiago Calatrava.

## Staten Island Ferry
De Staten Island Ferry is een veerverbinding tussen South Ferry op Manhattan, waar deze aansluit op verschillende metrolijnen, en Staten Island.

## Staten Island Railway
Staten Island is het enige stadsdeel van New York dat niet verbonden is met de reguliere metro. Wel kent dit eiland een eigen elektrische stadsspoorlijn, die de verschillende wijken verbindt met de veerbootterminal waar overgestapt kan worden naar Manhattan. De lijn is ontstaan als spoorlijn, maar kent geen kruisingen meer met overig verkeer en kan dus als metro beschouwd worden. De exploitatie is ook in handen van de MTA.

## MTA Metro-North Railroad
De MTA Metro-North Railroad (officieel de Metro-North Commuter Railroad Company geheten, gewoonlijk afgekort to Metro-North) is een forenzenspoorweg, geëxploiteerd door de MTA, die Manhattan met de noordelijke voorsteden in de staat New York en het westen van Connecticut verbindt. De treinen uit New York gaan naar Wassaic, Poughkeepsie, Port Jervis en Spring Valley in de staat New York, en naar New Canaan, Danbury, Waterbury en New Haven in de staat Connecticut. Metro-North verzorgt ook lokale diensten binnen de Bronx en van de Bronx naar Manhattan.

## MTA Long Island Rail Road
De Long Island Rail Road of LIRR is een forenzenspoornet, geëxploiteerd door de MTA, dat Manhattan, Brooklyn en Queens verbindt met stations langs de hele lengte van Long Island. Het is met meer dan 300.000 gebruikers op werkdagen de drukste forenzenspoorweg in de Verenigde Staten en de oudste die nog zijn oorspronkelijke naam gebruikt. Sinds 2007 is de LIRR begonnen aan de East Side Access, een gigantisch en peperduur project dat het spoornetwerk via de 63rd Street tunnel moet verbinden met een nieuwe terminal met acht perronsporen onder station Grand Central Terminal. De voorlopige opleverdatum zou 2022 zijn, de kosten waren in 2019 al opgelopen tot 12 miljard dollar.
LIRR heeft al twee belangrijke kopstations binnen de stad New York: Pennsylvania Station (Penn Station) op Manhattan via een koppeling langs de East River Tunnels van Amtrak, en (in het eigen netwerk) de Atlantic Terminal in Brooklyn. Het knooppunt van de LIRR is evenwel zonder twijfel Jamaica Station in Queens waar bijna alle verschillende aftakkingen van het treinnetwerk samenkomen, naast de AirTrain treinverbinding met de terminals van JFK-Airport.  Een van de belangrijke takken is een spoorlijn langs de zuidelijke kustlijn van Long Island naar Montauk gelegen op het oostelijke eind van het eiland.